# 第9回ゴールデングローブ賞
9th Golden Globe Awards

1952年2月21日
作品賞（ドラマ部門）: 

 陽のあたる場所 
第9回ゴールデングローブ賞（だい9かいゴールデングローブしょう）、1951年の映画を対象としており、1952年2月21日に発表された。

## 受賞とノミネート

### 作品賞（ドラマ部門）
- 『陽のあたる場所』
  - Bright Victory
  - 『探偵物語』
  - 『クォ・ヴァディス』
  - 『欲望という名の電車』

### 作品賞（ミュージカル・コメディ部門）
- 『巴里のアメリカ人』

### 主演男優賞（ドラマ部門）
- フレドリック・マーチ - 『セールスマンの死』
  - アーサー・ケネディ - Bright Victory
  - カーク・ダグラス - 『探偵物語』

### 主演男優賞（ミュージカル・コメディ部門）
- ダニー・ケイ - 『南仏夜話 夫は偽者（英語版）』
  - ビング・クロスビー - 『花婿来たる（英語版）』
  - ジーン・ケリー - 『巴里のアメリカ人』

### 主演女優賞（ドラマ部門）
- ジェーン・ワイマン - 『青いヴェール（英語版）』
  - シェリー・ウィンタース - 『陽のあたる場所』
  - ヴィヴィアン・リー - 『欲望という名の電車』

### 主演女優賞（ミュージカル・コメディ部門）
- ジューン・アリソン - Too Young to Kiss

### 助演男優賞
- ピーター・ユスティノフ - 『クォ・ヴァディス』

### 助演女優賞
- キム・ハンター - 『欲望という名の電車』
  - セルマ・リッター - The Mating Season
  - リー・グラント - 『探偵物語』

### 監督賞
- ラズロ・ベネディク - 『セールスマンの死』
  - ヴィンセント・ミネリ - 『巴里のアメリカ人』
  - ジョージ・スティーヴンス - 『陽のあたる場所』

### 脚本賞
- Bright Victory - ロバート・バックナー（英語版）

### 作曲賞
- 『旅愁』 - ヴィクター・ヤング
  - 『井戸（英語版）』 - ディミトリ・ティオムキン
  - 『地球の静止する日』 - バーナード・ハーマン

### 撮影賞（白黒）
- 『セールスマンの死』 - フランツ・プラナー（英語版）
  - 『暁前の決断（英語版）』 - フランツ・プラナー
  - 『陽のあたる場所』 - ウィリアム・C・メラー（英語版）

### 撮影賞（カラー）
- 『クォ・ヴァディス』 - ウィリアム・V・スコール（英語版）

### 国際賞
- 『地球の静止する日』 - ロバート・ワイズ

### 特別貢献賞
- アラン・レネ

### ヘンリエッタ賞
- エスター・ウィリアムズ

### 新人男優賞
- ケヴィン・マッカーシー

### 新人女優賞
- ピア・アンジェリ